# Hot Springs (Carolina del Nord)
Hot Springs è un comune degli Stati Uniti d'America, situato in Carolina del Nord, nella contea di Madison.